# ネフライト (プロゲーマー)
ネフライト（Nephrite、1995年5月28日 – ）は、日本のプロゲーマー、YouTuber、Twitch配信者。大阪府生まれ。DetonatioN FocusMe（DFM）、ぽみそしる所属。Fortnite（Epic Games）（TPS）プロゲーマー。元FPS（Overwatch）プロ。身長172cm、体重52kg。

## 人物
1995年5月28日、大阪府に生まれる。
2017年、大学の経済学部在学中にDetonatioN Gaming Overwatchプロ部門に所属。同年12月の同部門の解散によるOverwatchプロ引退後、Darwin Projectのプレイを経て Fortnite World Cup（英語）開催を知り、Fortniteのプレイを開始する。2018年3月13日にYouTubeチャンネルを開設。2019年1月、株式会社Gamewithに新設されたFortniteプロゲーマー部門に所属。本人曰く、複数社を検討した結果、GameWith社の待遇が最も良かったために所属を決めたという。2019年1月9日にFortniteの初のプレイ動画を投稿。2020年3月、著名YouTuberであるHIKAKINとのコラボレーション（理由はこの人とプレイしたら楽しそうだったから）へFortniteを教授する動画を掲載して一躍有名となる。2020年5月より総合学園ヒューマンアカデミー e-SportsカレッジのFortnite講師を務める。また、自身の技術を生かしFortniteの攻略本制作にも携わっている。ちなみに、小学生の頃からPCのゲームをプレイしており、よくわくわくフィッシングをプレイしていた模様。Fortniteをプレイする前はペーパーマンやオーバーウォッチをプレイしていた。
2022年3月31日にFortniteのプロゲーマーを引退。
同年12月13日付でGameWith eSports と DetonatioN Gaming が統合されたことにより、名称変更した DetonatioN FocusMe (DFM)所属選手となる。
2024年8月14日、YouTube登録者数100万人を突破した。

## 成績（Fortnite）
PC版Fortniteでの成績
- シーズン5 ソロ勝率77.4 ％ 世界1位
- シーズン7 ソロ勝率100 ％達成
- ソロ31連勝 世界1位
- マーベルノックアウト大会アジア1位
- チャンピョンディビジョン ラウンド1セッション3 日本人初アジア1位
- トリオsonycup第一試合Victory Royale（メンバー：ALBA ROCCA,ALBA 猫愛好家れん）

## 特徴（Fortnite）
Fortniteが日本語対応する前のチャプター1シーズン2よりプレイを始め、日本語が対応したチャプター1シーズン3から本格的にプレイする。
2018年から活動を続けてきたFortniteバトルロイヤルにおいて、プレイヤー100人のうち最後の1人まで残る「ビクトリーロイヤル（Victory Royale）」を獲得することを得意としている。
チャプター1シーズン7では世界記録であるソロ31連勝（ビクトリーロイヤル）を達成し、この記録は現在のチャプター5シーズン4時点でも破られていない。
Fortniteの目玉要素である、建築（壁・階段・床・屋根の四つで構成されている敵の攻撃の遮断や移動手段として使われるツール）の編集（建築物に窓を開けたり自由な形に変更したりすること）を得意とし、その建築や、他ゲームで培ったエイムを応用して数々のキルを量産してきた。バトルロイヤル開始時に上空からゲームフィールドに着陸するまでの間にラマ型アイテムボックスを発見する「ラマ（ダマ）降り」を得意とし、「空中からラマを見つける」ことや、「（バトルロイヤル開始前にプレイヤー100名が集まるまで待機する）待機島から（スコープ機能付きの）スナイパーなしでラマを見つける」ことが理論上可能である。当然ながらラマはプレイ中に偶然発見されることが想定されており、バトル前に「ラマを見つける」ことは想定されていなかったため、この特技はプロを含む多くのプレイヤーに驚きを持って迎えられている。あまりの遭遇率の高さに「向こうから会いにきてくれるほどの仲」というほどラマを愛しており、実況中に前人未到の「マップ上の5体のラマをすべて見つける」ミッションを達成した。視聴者や、他の実況者などにも「ダマ降り」などと呼ばれている。
チャプター2シーズン2では1マッチで5つある、全てのラマを見つける功績を達成した。
だが、チャプター2シーズン7からはラマが動くようになり、描写距離の関係から「ラマ（ダマ）降り」や待機島からのラマ型アイテムボックスの発見ができなくなったことを検証している。
2022年3月31日に、Fortniteのプロゲーマーを引退することを発表。
2022年12月12日に、GameWith esports と統合した、DetonatioN FocusMe に所属することを発表。

## 著作
- 『ゲーム攻略大全 Vol.15 フォートナイトがもっとうまくなる本』晋遊舎、2019年5月28日。ISBN 978-4801811607。
- 『ゲーム攻略大全 Vol.18 フォートナイト 最強バトルテクニック』晋遊舎、2019年12月18日。ISBN 978-4801812963。
- 『ゲーム攻略大全 Vol.19 フォートナイト 超爆速スキルアップブック』晋遊舎、2020年7月2日。ISBN 978-4801814240。
- すいのこ『eスポーツ選手はなぜ勉強ができるのか: トッププロゲーマーの「賢くなる力」』小学館、2020年7月30日。ISBN 978-4098253777。